# Marge brut

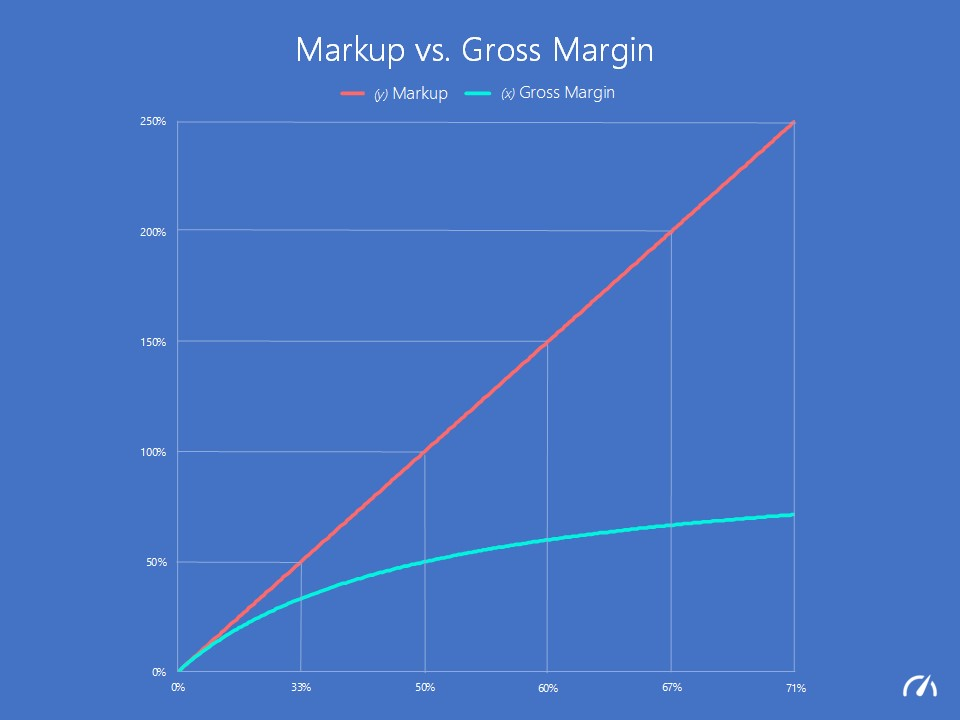
Marge vs. Marge brut

El marge brut és la diferència entre els ingressos i el cost dels béns venuts (en anglès cost of goods sold, COGS) dividit pels ingressos. El marge brut s'expressa com un percentatge. Generalment, es calcula com el preu de venda d'un article, menys el cost dels béns venuts (per exemple, costos de producció o adquisició, sense incloure els costos fixos indirectes com a despeses d'oficina, lloguer o costos administratius).
El marge brut sovint es fa servir indistintament amb el guany brut, però els termes són diferents. Quan es parla d'una quantitat monetària, és tècnicament correcte utilitzar el terme Guany brut. Quan es fa referència a un percentatge o proporció, és correcte fer servir Marge brut. En altres paraules, el marge brut és un valor percentual, mentre que el guany brut és un valor monetari.
El Marge brut és un tipus de marge de benefici, específicament una forma de benefici dividit per l'ingrés net: per exemple, marge brut (benefici); marge operatiu (benefici); marge net (benefici); etc.

## Propòsit
El propòsit dels marges és “determinar el valor de les vendes incrementals i orientar la determinació de preus i promocions”.
"El marge sobre vendes representa un factor clau darrere de moltes de les consideracions comercials més fonamentals, inclosos els pressupostos i les previsions. Tots els gerents deuen, i generalment saben, els seus marges comercials aproximats. Tanmateix, els gerents difereixen àmpliament en els supòsits que utilitzen per calcular els marges i en la manera com analitzen i comuniquen aquestes importants xifres".

### Marges percentuals i marges unitaris
El marge brut es pot expressar com un percentatge o en termes financers totals. Si és el darrer, es pot informar per unitat o per període per a una empresa.
El marge (en vendes) és la diferència entre el preu de venda i el cost. Aquesta diferència generalment sexpressa com un percentatge del preu de venda o per unitat. Els gerents necessiten conèixer els marges per a gairebé totes les decisions de màrqueting. Els marges representen un factor clau en la fixació de preus, el rendiment de la despesa en màrqueting, les previsions de guanys i les anàlisis de la rendibilitat dels clients". En una enquesta de prop de 200 gerents de màrqueting sènior, el 78% va respondre que consideraven que la mètrica "marge percentual" era molt útil, mentre que el 65% considerava que la "marge unitat" era molt útil. "Una variació fonamental en la manera com les persones parlen sobre els marges rau en la diferència entre els marges percentuals i els marges unitaris en les vendes. La diferència és fàcil de conciliar i els directius han de poder canviar entre els dos”.

### Unitat
"Cada negoci té la seva pròpia noció d''unitat', que va des d'una tona de margarina fins a 64 unces de cua i una galleda de guix. Moltes indústries treballen amb múltiples unitats i calculen el marge en conseqüència … Els venedors han d'estar preparats per canviar entre diferents perspectives amb poc esforç perquè les decisions es poden arrodonir en qualsevol d'aquestes perspectives”.
```
defineix el marge brut com:
```

Marge brut (%) = (Ingressos - Cost dels béns venuts) / Ingressos 
Es pot expressar en termes absoluts:
Marge brut = vendes netes - cost de béns venuts + retorn de vendes anual
o com la relació entre el benefici brut i els ingressos, generalment en forma d'un percentatge:
{\displaystyle {\text{Percentatge de marge brut}}={\frac {\text{Ingressos - COGS}}{\text{Ingressos}}}*100}
El cost de vendes (també conegut com a cost de béns venuts o COGS) inclou costos variables i costos fixos directament vinculats a la venda, com costos de materials, mà d'obra, beneficis del proveïdor, costos d'enviament (cost de portar el producte al punt de venda, a diferència de les despeses d'enviament que no estan incloses a COGS), etc. No inclou costos fixos indirectes com a despeses d'oficina, lloguer, costos administratius, etc.
Els marges bruts més alts per a un fabricant reflecteixen una major eficiència en convertir les matèries primeres en ingressos. Per a un minorista serà el marge de preus a l'engròs. Els marges bruts més grans generalment es consideren ideals per a la majoria de les empreses, amb l'excepció dels detallistes de descompte que, en canvi, depenen de l'eficiència operativa i el finançament estratègic per continuar sent competitius amb marges més baixos.
Dues mètriques relacionades són la unitat de marge i el percentatge de marge:
Marge unitari (€) = Preu de venda per unitat (€) - Cost per unitat (€)
Marge (%) = Marge unitari (€) / Preu de venda per unitat (€) * 100
Els marges percentuals també es poden calcular utilitzant els ingressos totals de vendes i els costos totals. Quan es treballa amb marges percentuals o unitaris, els comercialitzadors poden realitzar una verificació simple verificant que les parts individuals sumin el total”.
Per verificar un marge unitari (€): preu de venda per unitat = marge de la unitat + cost per unitat
Per verificar un marge (%): Cost com a % de vendes = 100% - Marge%
"En considerar múltiples productes amb diferents ingressos i costos, podem calcular el marge general (%) en qualsevol de les dues bases: Ingressos totals i costos totals per a tots els productes, o la mitjana ponderada en euros dels marges percentuals dels diferents productes".

#### Marge brut a les vendes
Els minoristes poden mesurar els guanys utilitzant dos mètodes bàsics, el marge de benefici i el marge, que proporcionen una descripció del guany brut. El marge de benefici expressa el benefici com un percentatge del cost del producte per al detallista. El marge expressa el guany com un percentatge del preu de venda del detallista del producte. Aquests dos mètodes donen diferents percentatges com a resultats, però tots dos percentatges són descripcions vàlides dels guanys del minorista. És important especificar quin mètode utilitzeu quan es refereix als guanys d'un minorista com un percentatge.
Alguns detallistes utilitzen marges perquè poden calcular fàcilment els beneficis d'un total de vendes. Si el seu marge és del 30%, aleshores el 30% del total de les vendes és guany. Si el marge de benefici és del 30%, el percentatge de les vendes diàries que són guanys no serà el mateix percentatge.
Alguns minoristes usen marques perquè és més fàcil calcular un preu de venda a partir d'un cost que fa servir marques. Si el marge de benefici és del 40%, llavors el preu de venda estarà un 40% per sobre del cost de l'article. Si el marge és del 40%, el preu de venda no serà igual al 40% sobre el cost (de fet, serà aproximadament el 67% per sobre del cost de l'article).

#### Marge
L'equació per calcular el valor monetari del marge brut és: marge brut = vendes - cost de béns venuts
Una manera simple de mantenir els factors de marge brut i marcat és recordar que:
1. El percentatge de marcatge és 100 vegades la diferència de preu dividit pel cost.
2. El percentatge del marge brut és 100 vegades la diferència de preu dividit pel preu de venda.

Marge brut (com a percentatge de l'ingrés)
A la majoria de persones els resulta més fàcil treballar amb el marge brut perquè li diu directament quant dels ingressos per vendes, o el preu, és el guany. Pel que fa als dos exemples anteriors:
El preu de 200 € que inclou un marge de benefici del 100% representa un marge brut del 50%. El marge brut és només el percentatge del preu de venda que és guany. En aquest cas, el 50% del preu és guany, o 100 €.
{\displaystyle {\frac {200-100}{200}}\cdot 100\%=50\%}
En l'exemple més complex de preu de venda 339 €, un marge de guany del 66% representa aproximadament un marge brut del 40%. Això significa que el 40% dels 339 € és guany. Novament, el marge brut és només el percentatge directe de guany en el preu de venda.
En comptabilitat, el marge brut fa referència a les vendes menys el cost dels béns venuts. No és necessàriament un guany, ja que s'han de deduir altres despeses com a vendes, administració i finances. I significa que les empreses estan reduint el cost de producció o passant el cost als clients. Com més gran sigui la proporció, igual que totes les altres coses, millor per al minorista.

#### Conversió entre marge brut i marge de benefici (utilitat bruta)
Convertir el marge de benefici al marge brut
{\displaystyle {\text{marge brut}}={\frac {\text{marge}}{1+{\text{marge}}}}}

Exemples:
Marge = 100% = 1
{\displaystyle {\text{marge brut}}={\frac {1}{1+1}}=0.5=50\%}
Marge = 66.7% = 0.667
{\displaystyle {\text{marge brut}}={\frac {0.667}{1+0.667}}=0.4=40\%}
Conversió de marge brut a marcat
{\displaystyle {\text{marge}}={\frac {\text{marge brut}}{1-{\text{marge brut}}}}}

Exemples:
Marge brut = 50% = 0,5
{\displaystyle {\text{marge}}={\frac {0.5}{1-0.5}}=1=100\%}
Marge brut = 40% = 0,4
{\displaystyle {\text{marge}}={\frac {0.4}{1-0.4}}=0.667=66.7\%}
Usant el marge brut per calcular el preu de venda
Donat el cost dun article, un pot calcular el preu de venda requerit per aconseguir un marge brut específic. Per exemple, si el vostre producte costa 100€ i el marge brut requerit és del 40%, llavors
Preu de venda = 100€ / (1 - 40%) = 100€ / 0,6 = 166,67€

#### Eines de marge brut per mesurar el rendiment minorista
Algunes de les eines que són útils en lanàlisi minorista són GMROII, GMROS i GMROL.
GMROII: Retorn de Marge Brut sobre la Inversió en Inventari
GMROS: retorn de marge brut a l'espai
GMROL: Marge brut de tornada sobre el treball

#### Diferències entre indústries
En algunes indústries, com ara la roba, per exemple, s'espera que els marges de guanys estiguin prop del 40%, ja que els béns s'han de comprar a proveïdors a una certa taxa abans de ser revenuts. En altres indústries, com el desenvolupament de productes de programari, el marge de guany brut pot ser superior al 80% en molts casos.